# Landau in der Pfalz
Landau in der Pfalz – miasto na prawach powiatu w Niemczech, w kraju związkowym Nadrenia-Palatynat, siedziba powiatu Südliche Weinstraße oraz gminy związkowej Landau-Land.

## Geografia
Miasto leży w południowo-zachodnich Niemczech na Nizinie Górnoreńskiej, na skraju Lasu Palatynackiego.

## Historia
Landau założono w 1260 r., w 1291 r. uzyskało prawa miejskie, zaś w 1324 r. oddano je pod zastaw biskupom Spiry, w których władaniu pozostało do 1511 r. W 1521 r. Landau przyłączyło się do Dekapolis – związku wolnych miast alzackich. W 1648 r. wraz z Alzacją weszło w skład Francji. W latach 1688–1691 wybudowano twierdzę według planów Sebastiana Vaubana. Kongres wiedeński w 1815 r. ustalił północną granicę Alzacji na rzece Lauter, w efekcie czego miasto włączono w do bawarskiego Palatynatu Reńskiego. W 1871 r. weszło w skład zjednoczonych Niemiec. Po II wojnie światowej stacjonował w mieście garnizon wojsk francuskich. W 1990 r. założono uniwersytet (wspólny z Koblencją, a od 2023 oddzielony od Koblencji i wspólny z Kaiserslautern). W 1999 r. miasto opuścili francuscy żołnierze.

## Podział administracyjny

Dzielnice miasta

Do miasta zalicza się osiem dzielnic: Arzheim, Dammheim, Godramstein, Mörlheim, Mörzheim, Nußdorf, Queichheim i Wollmesheim.

### Rada miasta
Stan z 13 czerwca 2004
- CDU 39,2%
- SPD 30,3%
- Grüne 10,3%
- Freie Wähler Gemeinschaft 9,6%
- FDP 6,1%
- Unabhängiges Bürgerforum 4,5%

## Współpraca
Miejscowości partnerskie:
- Francja: Haguenau, Ribeauvillé
- Rwanda: Ruhango

## Transport
W pobliżu miasta przebiega autostrada A65 Karlsruhe-Ludwigshafen am Rhein, do której miasto ma trzy połączenia (LD-Nord, LD-Zentrum, LD-Süd). Poza tym przechodzą tu drogi krajowe B10 i B38. Niedaleko przebiega też trasa turystyczna Deutsche Weinstraße (pol. Niemiecki Szlak Wina).
Główna stacja kolejowa z dworcem to Landau (Pfalz) Hauptbahnhof.

## Nauka i oświata
W 1990 roku założono tu placówkę Uniwersytetu Koblenz-Landau. W czasie semestru zimowego 2004/2005 studiowało w nim około 5000 studentów. 1 stycznia 2023 campus Landau został wydzielony i stał się częścią nowego uniwersytetu RPTU Kaiserslautern-Landau, który powstał z fuzji z dotychczasowym Uniwersytetem Technicznym w Kaiserslautern.
Ponadto istnieją trzy państwowe gimnazja: (Max Slevogt-, Otto Hahn- oraz Eduard Spranger-Gymnasium) i jedna prywatna katolicka szkoła dla dziewcząt z gimnazjum i szkołą średnią (Maria-Ward-Schule), do tego dochodzi szkoła średnia, podwójne liceum, dwie szkoły średnie (Konrad Adenauer-Realschule, Maria-Ward-Realschule), państwowa szkoła zawodowa, Technikum Przyrodnicze i jedenaście szkół podstawowych, do tego prywatna szkoła im. Marii Montessori i pięć szkół specjalnych.

## Instytucje państwowe
- Sąd rejonowy (I instancji)
- Sąd krajowy (II instancji)
- Prokuratura
- siedziba Związku Gmin (Verbandsgemeinde Landau-Land)

## Kultura

### Muzea
- powozownia Landauer Kutschen-Kabinett
- dom Mahla - archiwum i muzeum
- dom malarza Heinricha Striefflera
- Archiwum Miejskie

### Budowle historyczne
- Brama Niemiecka (Deutsches Tor) - pozostałości murów obronnych - brama wjazdowa od strony północnej
- Brama Francuska (Französisches Tor) - pozostałości murów obronnych - brama wjazdowa od strony południowej
- fort (pozostałości fortyfikacji)
- wieża Galeerenturm
- Altes Kaufhaus
- pałac Böckingów
- secesyjna hala Festhalle
- dom Franka Loebschesa
- architektura ulic obwodowych
- willa Streccius
- budynki sądów
- biblioteka miejska
- kwatera Fryderyka Chopina
- willa Ufer
- pałacyk
- Kościół Mariacki (Marienkirche)
- kościół augustianów z krużgankami
- kolegiata
- kaplica św. Katarzyny (Katharinenkapelle)
- magazyn owsa (Hafermagazin)

### Kościoły
- katolickie:

Chrystusa Króla (Christ-König), św. Krzyża (Hl. Kreuz), Wniebowzięcia NMP (Mariä Himmelfahrt) w dzielnicy Queichheim, św. Idziego (St. Aegidius) w dzielnicy Mörzheim, św. Alberta (St. Albert), św. Elżbiety (St. Elisabeth) na osiedlu Horst, św. Grzegorza (St. Georg) w dzielnicy Arzheim, św. Marii (St. Maria), św. Marcina (St. Martin) w dzielnicy Mörlheim, św. Maurycego (St. Mauritius) w dzielnicy Wollmesheim, św. Pirminiusa (St. Pirmin) w dzielnicy Godramstein.
- protestanckie:

Kolegiata (niem. Stiftskirche) w centrum, kościół Jana (Johanneskirche) na osiedlu Horst, Kościół Łukasza (Lukaskirche) na osiedlu Horst, Kościół Mateusza (Matthäuskirche), Kościół Protestancki Dammheim, Kościół Protestancki Godramstein, Kościół Protestancki Mörlheim, Kościół Protestancki Mörzheim, Kościół Protestancki Nußdorf, Kościół Protestancki Queichheim, Kościół Protestancki Wollmesheim
- Inne kościoły/Wspólnoty:

Adwentyści, Starokatolicy, Baptyści, Freie Christengemeinde, Ruch nowoapostolski, Selbständige Evangelisch-Lutherische Kirche (SELK), Świadkowie Jehowy

### Miejsca spędzania czasu wolnego
- ogród zoologiczny
- reptilium
- basen miejski
- aquapark La Ola
- Dom Młodzieży

### Parki
| - Fortanlage - pozostałości twierdzy Landau - park im. Goethego - Kreuzgarten - park im. Luidpolda - Luitpoldpark - park północny Nordpark | - park wschodni Ostpark z łabędzim stawem - park im. Ludwika Tomasza Sabaudzkiego - Savoyenpark, który zginął podczas oblężenia Twierdzy Landau - park im. Schillera - Schillerpark - park południowo-zachodni Südwestpark - Zoo - na terenie twierdzy Landau |

### Imprezy regularne
- benefis fundacji Hansa Rosenthala
- Dialogi Landauer Gespräche
- Festyn Młodego Wina Fest des Federweißen
- Festyn Letni Landauer Sommer
- Festyn Majowy i Jesienny Mai- und Herbstmarkt
- Gawędy w Parku Goethego Goetheparkplaudereien
- Tydzień Gospodarki Landauer Wirtschaftswoche
- targowisko na Placu Ratuszowym (wtorek i sobota)
- La.Meko Festiwal Filmowy (Listopad)

## Galeria

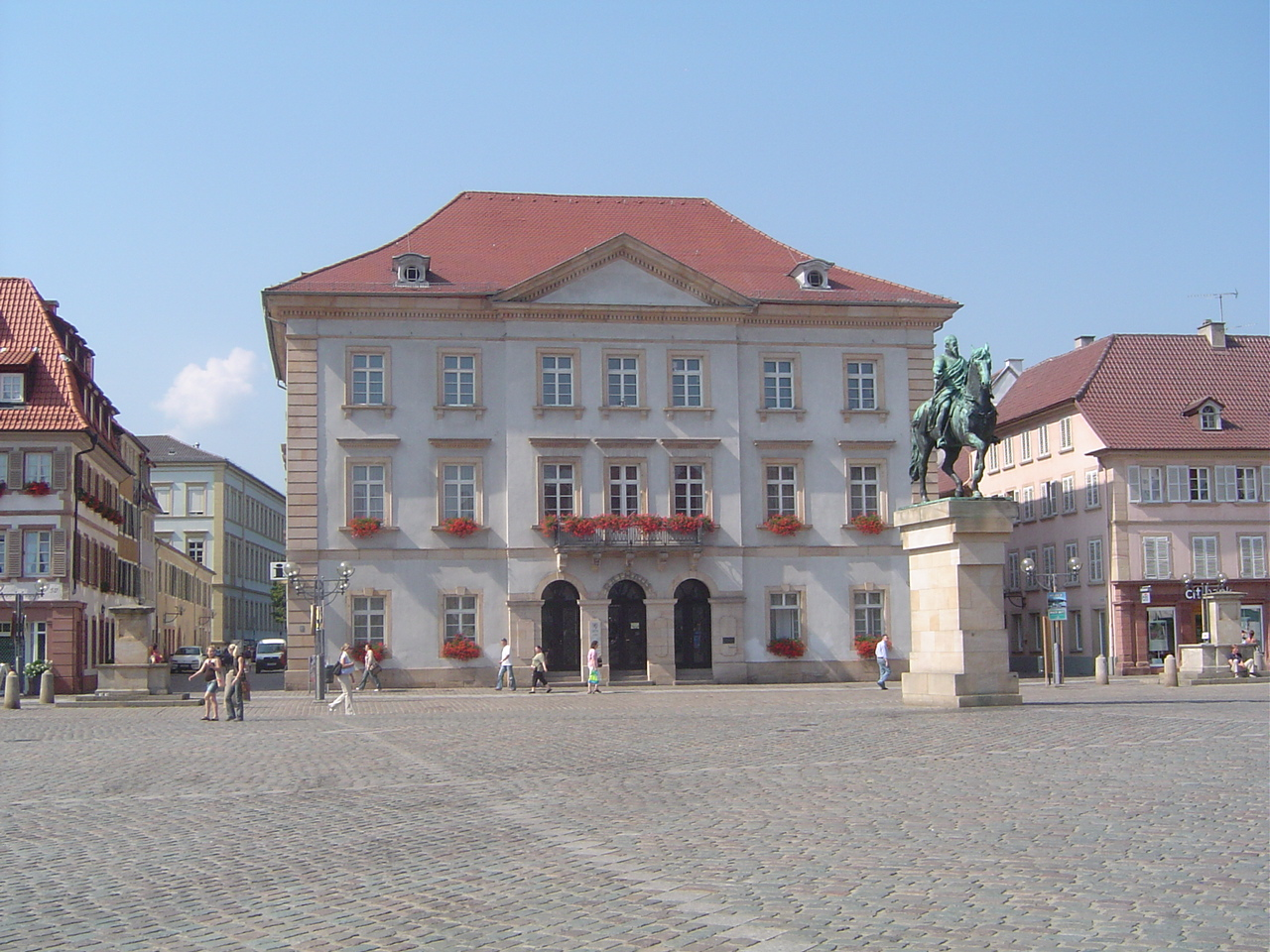
Ratusz
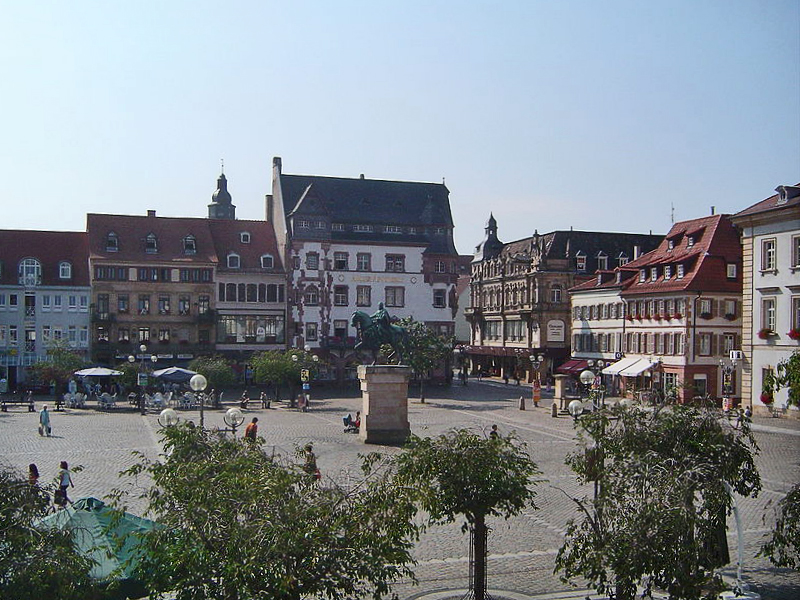
Rynek zwany także Paradeplatz
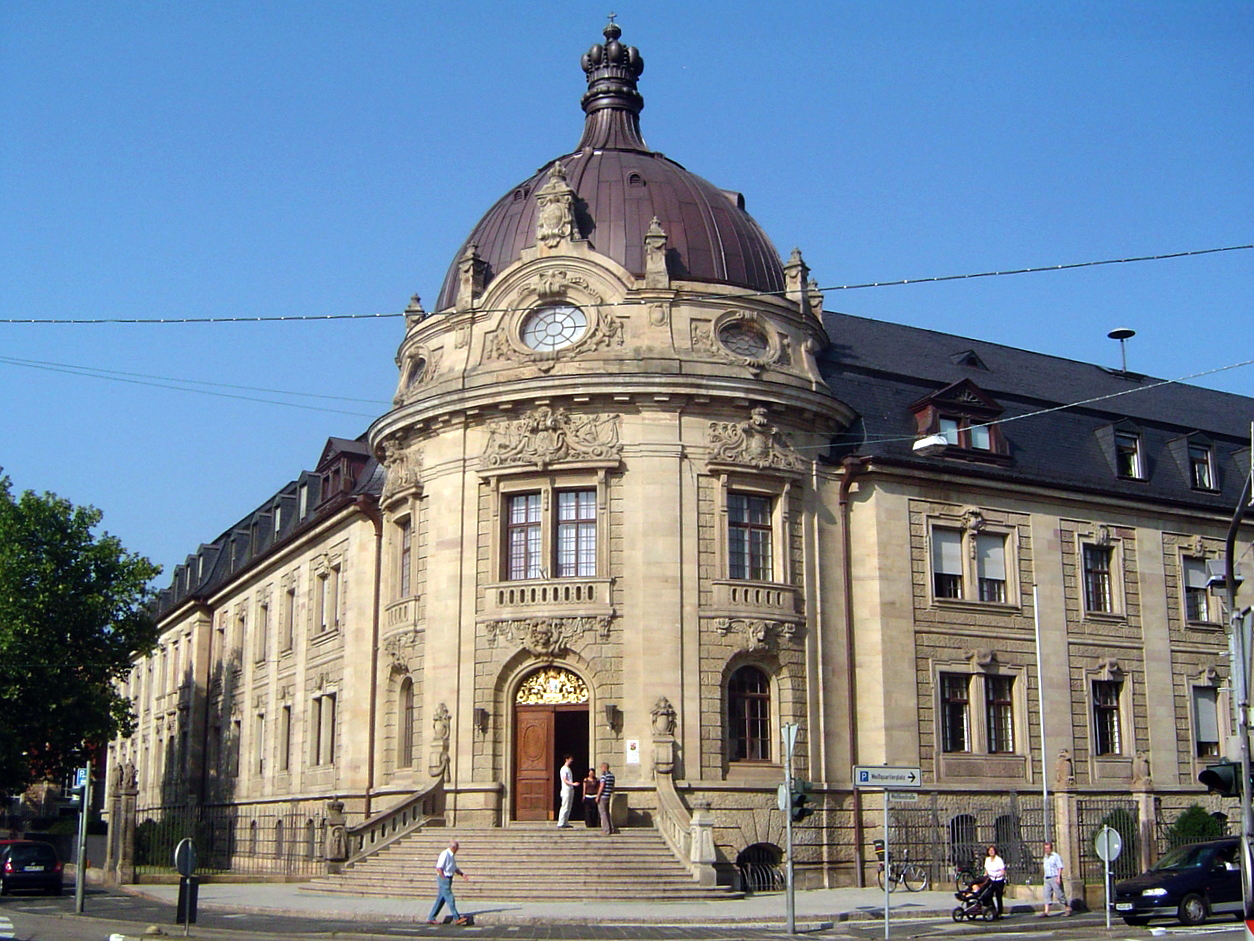
Budynek sądu
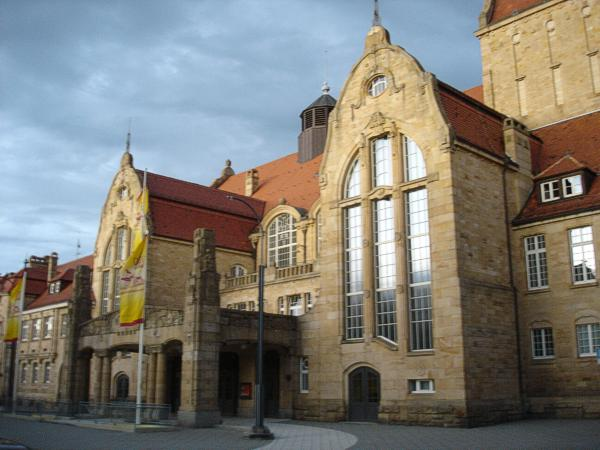
Secesyjny budynek Festhalle
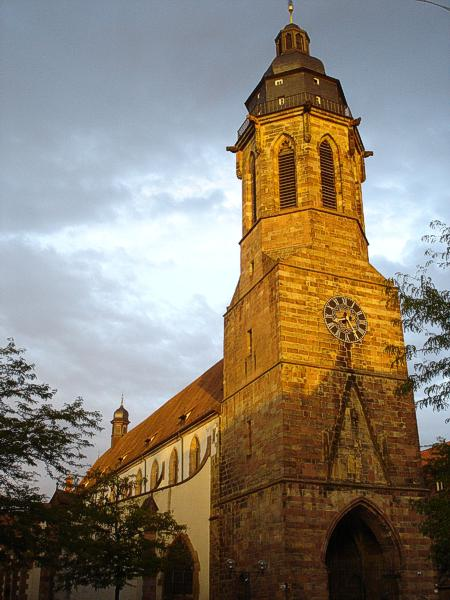
Kolegiata (Stiftskirche)
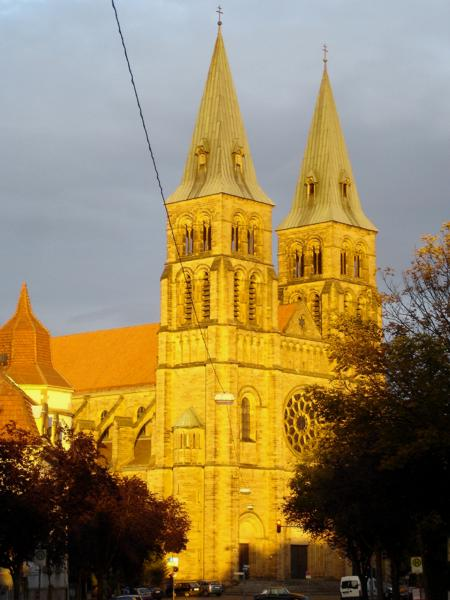
Kościół Mariacki (Marienkirche)
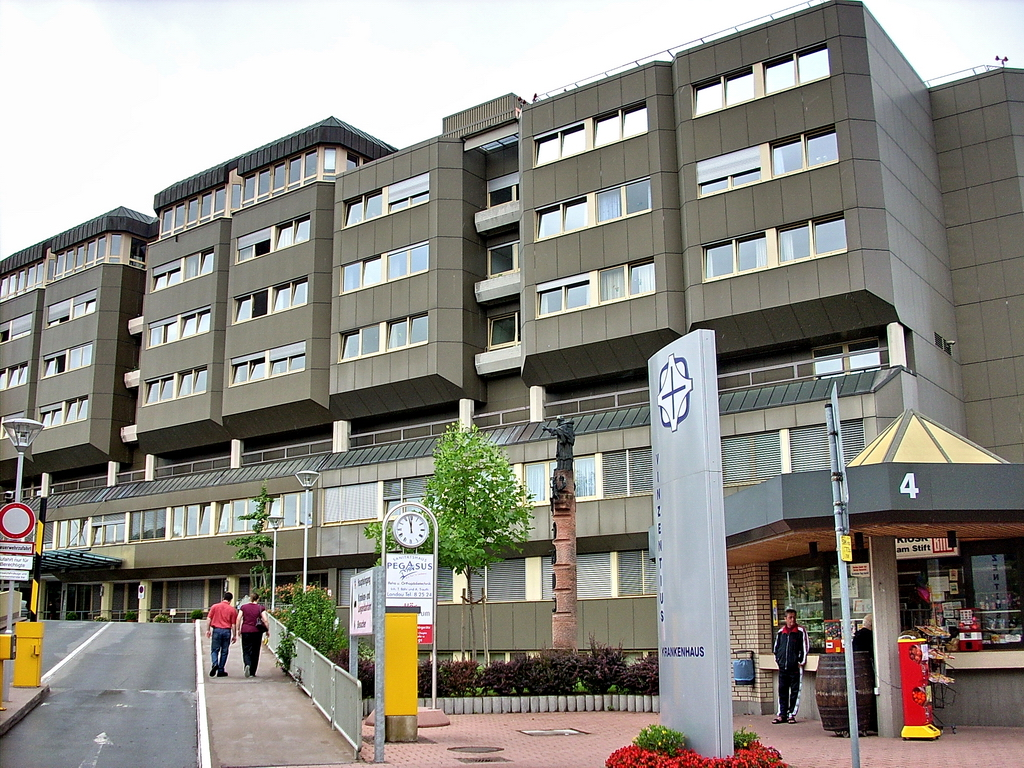
Szpital Vinzentus Krankenhaus